# Медный (остров)
Ме́дный — второй по величине остров в составе Командорских островов. Расположен к востоку от Камчатки, в Беринговом море, в нескольких десятках километров от острова Беринга, от которого отделён проливом Адмирала Кузнецова. Административно остров входит в состав Алеутского района Камчатского края России.

## География
Площадь Медного составляет 186 км², длина 56 км, ширина до 5—7 км. Максимальная высота над уровнем моря — 640 м(г. Стейнгера на севере острова). Тихоокеанское побережье сравнительно слабо изрезано. На беринговоморском побережье имеется ряд крупных бухт — Песчаная, Жировая, Корабельная. Наиболее крупные речки (Быстрая (5 км), Озёрная (6 км)) относятся к бассейну Берингова моря. В их устьях расположены озёра лагунного типа. На острове пересечённый рельеф. Многие вершины и гребни имеют резкие очертания, покрыты каменистыми россыпями. Вся территория острова входит в состав Командорского биосферного заповедника. Климат умеренный океанический с холодным и влажным летом и сравнительно мягкой зимой, среднегодовая температура составляет +2,8 °С.

## История
Остров был открыт в 1741 году экспедицией Витуса Беринга. В поисках путей к берегам Северной Америки устюжский купец Афанасий Бахов и казачий подпрапорщик Тимофей Перевалов с командой в 1748—1749 годах зимовали на острове Медном.
В 1772 году П. К. Зайков на боте «Святой Владимир» предпринял путешествие из Охотска морем на Камчатку. Перезимовав в устье реки Воровской, он в следующем году, по вскрытии рек ото льда, достиг второго Курильского пролива и в июле того же года достиг островов Медный и Атту. П. К. Зайков описал природу островов, климат и их географическое положение.
Описание острова, содержащее объяснение его названия, имеется у Г.И. Шелихова в его «Путешествии г. Шелехова с 1783 по 1790 год из Охотска по Восточному Океану к Американским берегам...»:

...Медный остров, получивший сие название от того, что море выбрасывает на берега большие и малые куски самородной меди, которой там такое множество, что можно бы оною производить весьма выгодной торг с Китайцами, у коих сей металл весьма дорог. Некоторые из сих медных кусков имеют такой вид, как будто бы прежде были растоплены. Хотя местоположение сего острова и невысокое, однако он имеет много холмов. Море выбрасывает иногда на сей остров настоящее конфорное, и еще другое дерево, которое имеет белой цвет, мягко и благовонно. Медный остров лежит в 60 или 70 верстах от Южновосточного носу Берингова острова, и в длину содержит около 50 верст.

Остров был вновь исследован в ходе экспедиции 1817—1819 годов капитана 2-го ранга В. М. Головнина со шлюпа «Камчатка».
В конце XIX века на острове обосновались первые поселенцы — алеуты, переселившиеся с острова Атту Алеутских островов и основавшие посёлок Преображенское.
В годы русско-японской войны остров Медный подвергался налётам японских «хищников» (как тогда называли браконьеров). Так, после одного из них было подобрано 266 самок и 455 молодняка (котика), убитых и брошенных японцами при бегстве. Была сделана основательная попытка захватить остров и водрузить японский флаг. Но охотники-алеуты и немногочисленные русские успешно отбили все попытки, сбросили японцев в море. 68 участников этих боев были награждены медалями, а организатору обороны надзирателю за промыслами Лукину-Федотову присвоено звание подпоручика запаса. На его могиле установлен памятник. На чугунной плите надпись: "Старшему Надзирателю Подпоручику Запаса Николаю Никитичу Лукину-Федотову, умершему 19 августа 1909 года, от товарищей сослуживцев и почитателей".
Слабость Российской империи на дальневосточных рубежах способствовала превращению острова и его (как и всех Командоров) мористого прибрежья в поле деятельности иностранного «хищничества». Например, в апреле 1907 года у острова Медный три японские шхуны, подойдя к Бобровому Камню и разогнав орудийными выстрелами береговую стражу, в продолжение двух-трех дней беспрепятственно занимались ловлей каланов.
В 1970 году всё гражданское население было переселено на остров Беринга в село Никольское. До 2001 года на Медном функционировала пограничная застава «Преображенская». В настоящее время она расформирована и остров полностью необитаем. Ежегодно здесь проводятся научные работы, направленные на сохранение и изучение животного и растительного мира заповедника.

## Топографические карты
- Лист карты N-58-Б.
- Лист карты N-58-XII о. Медный (север). Масштаб: 1 : 200 000. Состояние местности на 1986 год. Издание 1988 г.
- Лист карты N-58-XVIII о. Медный (юг). Масштаб: 1 : 200 000. Состояние местности на 1986 год. Издание 1989 г.